# Barkhad Abdi
Barkhad Abdi, in lingua somala Barkhad Cabdi, in lingua araba برخد عبدي (Mogadiscio, 10 aprile 1985), è un attore somalo naturalizzato statunitense.
Ha debuttato nel 2013 interpretando il pirata somalo Abduwali Muse nel film Captain Phillips - Attacco in mare aperto, per cui ha ricevuto diverse candidature a premi come il Golden Globe per il miglior attore non protagonista e l'Oscar al miglior attore non protagonista. Il 16 febbraio 2014 riceve il BAFTA al miglior attore non protagonista.

## Biografia e carriera
Barkhad Abdi nasce il 10 aprile 1985 a Mogadiscio, in Somalia, e trascorse la sua vita in Yemen, mentre il suo paese natale era logorato dalla guerra civile. Nel 1999, all'età di 14 anni, Abdi si trasferì con la sua famiglia a Minneapolis. Successivamente ha frequentato il Minnesota State University Moorhead, che si trova quattro ore a nord ovest di Minneapolis.
Prima di dedicarsi alla cinematografia, Abdi ha lavorato come autista di limousine, gestore in un negozio, impiegato presso un'azienda di telecomunicazioni nel Mall of America con suo fratello Guled Abdi, e disc jockey in Minnesota. Nel 2018 partecipa al film L'incredibile viaggio del fachiro. Attualmente risiede a Los Angeles in California.

## Filmografia
- Captain Phillips - Attacco in mare aperto (Captain Phillips), regia di Paul Greengrass (2013)
- Il diritto di uccidere (Eye in the Sky), regia di Gavin Hood (2015)
- Grimsby - Attenti a quell'altro (Grimsby), regia di Louis Leterrier (2016)
- Extortion, regia di Phil Volken (2017)
- Blade Runner 2049, regia di Denis Villeneuve (2017)
- Good Time, regia di Josh e Benny Safdie (2017)
- I pirati della Somalia (The Pirates of Somalia), regia di Bryan Buckley (2017)
- L'incredibile viaggio del fachiro (The Extraordinary Journey of the Fakir), regia di Ken Scott (2018)
- Agent Game, regia di Grant S. Johnson (2022)

## Riconoscimenti
- Premio Oscar
  - 2014 – Candidatura per il miglior attore non protagonista per Captain Phillips - Attacco in mare aperto
- Golden Globe
  - 2014 – Candidatura per il miglior attore non protagonista per Captain Phillips – Attacco in mare aperto
- BAFTA
  - 2014 – Miglior attore non protagonista per Captain Phillips – Attacco in mare aperto
- Screen Actors Guild Award
  - 2014 – Candidatura per il miglior attore non protagonista cinematografico per Captain Phillips – Attacco in mare aperto
- London Critics Circle Film Awards
  - 2013 – Miglior attore non protagonista per Captain Phillips – Attacco in mare aperto

## Doppiatori italiani
Nelle versioni in italiano delle opere in cui ha recitato, Barkhad Abdi è stato doppiato da:
- Stefano Brusa in Hawaii Five-0, Extortion, The Curse
- Martin Chishimba in Captain Phillips - Attacco in mare aperto
- Omar Vitelli in Good Time
- Alessandro Germano ne I pirati della Somalia
- Gianluca Musiu in L'incredibile viaggio del fachiro